# Роскош (Більський повіт)
Роскош (пол. Roskosz) — село в Польщі, у гміні Біла Підляська Більського повіту Люблінського воєводства. Населення — 344 особи (2011).

## Історія
За даними етнографічної експедиції 1869—1870 років під керівництвом Павла Чубинського, у селі переважно проживали греко-католики, які розмовляли українською мовою.
У 1975—1998 роках село належало до Білопідляського воєводства.

## Демографія
Демографічна структура станом на 31 березня 2011 року:
|          | Загалом | Допрацездатний вік | Працездатний вік | Постпрацездатний вік |
| -------- | ------- | ------------------ | ---------------- | -------------------- |
| Чоловіки | 188     | 41                 | 139              | 8                    |
| Жінки    | 156     | 35                 | 99               | 22                   |
| Разом    | 344     | 76                 | 238              | 30                   |